# Reginald VelJohnson
Reginald VelJohnson (New York, 16 augustus 1952) is een Amerikaans acteur, vooral bekend als Carl Winslow uit de serie Family Matters. Ook speelde hij belangrijke bijrollen in films als Die Hard (als sgt. Al Powell) en Turner & Hooch.
VelJohnson speelt vaak politieman in zijn film- en tv-rollen.

## Filmografie
- Jelly (2009)
- Steppin: The Movie (2009) - Mr. Shavers
- Three Days to Vegas (2007) - Johnny
- Out at the Wedding (2007) - Dexter
- Hidden Secrets (2006) - Norman Wexler
- Monk televisieserie - Todd (Afl., Mr. Monk and the Class Reunion, 2006)
- Eve televisieserie - Rev. Everett (Afl., Oh, Brother, 2006)
- Ghost Whisperer televisieserie - Danny Small (Afl., Undead Comic, 2005)
- Death to the Supermodels (Video, 2005) - Tom
- Suits on the Loose (2005) - Steedman
- Sunday Evening Haircut (2005) - O.C.
- That's So Raven televisieserie - Ambassadeur (Afl., The Royal Treatment, 2005)
- The Parkers televisieserie - Sterling Oglevee (Afl., A Sterling Relationship, 2003)
- Die Hard: Vendetta (Videogame, 2002) - Captain Al Powell (Stem)
- Will & Grace televisieserie - Dr. Kaplan (Afl., It's the Gay Pumpkin, Charlie Brown, 2002)
- In-Laws televisieserie - Chester - the Matress King (Afl., The Matress Kings, 2002)
- The King (2002) - Slutzky
- Like Mike (2002) - Mr. Boyd
- Crossing Jordan televisieserie - Mr. Holden (Afl., Someone to Count On, 2002)
- Die Hard: Nakatomi Plaza (Videogame, 2002) - Sgt. Al Powell (Stem)
- Waitin' to Live (2002) - Willard Loggins
- CSI: Crime Scene Investigation televisieserie - Dr. Philip Kane (Afl., Gentle, Gentle, 2001|Face Lift, 2001)
- The Fugitive televisieserie - Maurice Beaumont (Afl., Lagniappe, 2001)
- Twice in a Lifetime televisieserie - Dr. David Bryant (Afl., Whistle Blower, 2000)
- Ground Zero (2000) - Burt Green
- The Hughleys televisieserie - Rev. Bennett (Afl., Daddy's Going to Hell, 1999)
- Diagnosis Murder televisieserie - Dr. David Sinclair (Afl., The Last Resort, 1998)
- Family Matters televisieserie - Carl Otis Winslow (1989-1998)
- Deadly Pursuits (televisiefilm, 1996) - Ed Conroy
- One of Her Own (televisiefilm, 1994) - Det. Bob Hymes
- A Cool Like That Christmas (televisiefilm, 1994) - Papa (Stem)
- Yuletide in the 'hood (televisiefilm, 1993) - Rol onbekend (Stem)
- Dream On televisieserie - Santa (Afl., Silent Night, Holy Cow, 1993)
- Posse (1993) - Preston
- Tales from the Crypt televisieserie - Hotel-gast (Afl., Werewolf Concerto, 1992)
- Grass Roots (televisiefilm, 1992) - Mickey Henderson
- A Fond Little Memory (1991) - Rol onbekend
- The Bride in Black (televisiefilm, 1990) - Barry Gates
- Die Hard 2 (1990) - Sgt. Al Powell
- Jury Duty: The Comedy (televisiefilm, 1990) - Rechter
- ABC TGIF televisieserie - Carl (1990)
- Turner & Hooch (1989) - Det. David Sutton
- Perfect Strangers televisieserie - Carl Otis Winslow (Afl., Crimebusters, 1989)
- Quiet Victory: The Charlie Wedemeyer Story (televisiefilm, 1988) - Rol onbekend
- 227 televisieserie - The Santa Theif (Afl., The Night They Arrested Santa Claus, 1988)
- The Equalizer televisieserie - Arthur Williams (Afl., Sea of Fire, 1988)
- Die Hard (1988) - Sgt. Al Powell
- Plain Clothes (1988) - Captain Graff
- Magic Sticks (1987) - Licorice
- The Equalizer televisieserie - Harmon Hunter (Afl., Dead Drop, 1986)
- Crocodile Dundee (1986) - Gus
- Doing Life (televisiefilm, 1986) - Taylor
- Remo Williams: The Adventure Begins (1985) - Ambulance-chauffeur
- The Equalizer televisieserie - Rol onbekend (Afl., Lady Cop, 1985)
- Kojak: The Belarus File (televisiefilm, 1985) - Politieman in rechtszaal
- Ghostbusters (1984) - Cipier
- Wolfen (1981) - Bezoeker mortuarium
- When Hell Freezes Over, I'll Skate (televisiefilm, 1979) - Rol onbekend

- Bibsys: 11040947
- Bibliothèque nationale de France: cb142360422 (data)
- Gemeinsame Normdatei: 1062366468
- International Standard Name Identifier: 0000 0000 5357 9571
- Library of Congress Control Number: no97032081
- Virtual International Authority File: 6996172
- WorldCat: E39PBJgd9gjVYgtfqWY9q9hGpP